# ネメア祭

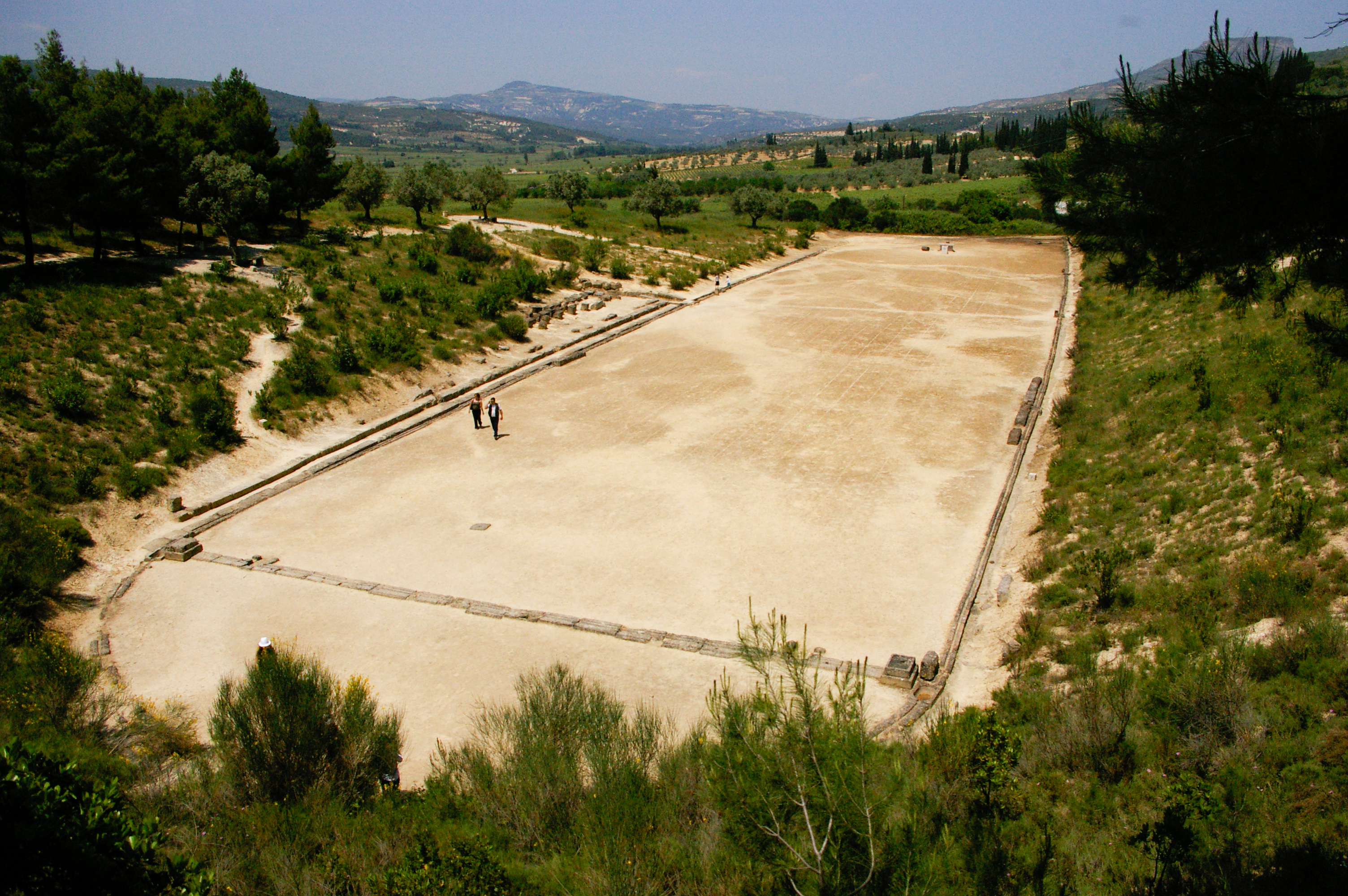
ネメアーにあるスタジアム

ネメア祭（ねめあさい、希：Νέμεα, Νέμεια、英：Nemean Games）は、古代ギリシアにおけるネメアーで開催された全ギリシア的大祭。古代オリンピック、イストミア祭、ピューティア大祭と並んでギリシア四大大会の一角を占める。ネメア大祭、ネメア競技会とも呼ばれる。
ネメア祭は、古代オリンピックとピューティア大祭の行われない年に（イストミア大祭と同様に、二年ごとに）開催された。古代オリンピックと同じく神々の王ゼウスの栄光を祝う大祭であった。したがって、古代オリンピックと類似点も多く、競技役員をヘラノディコスと呼ぶことや、開催期間中に聖なる休戦を行ったことも同じである。

## 神話
アポロドーロス やパウサニアス によれば、このネメア祭は、リュクールゴスとエウリュディケーの幼い息子オペルテースの死を記念してテーバイ攻めの七将が設立したものだという。テーバイ攻めの七将がネメアーに着いた時、喉が非常に渇いていたので、水を求めた。オペルテースの乳母であったヒュプシピュレーは、これに応えて彼らを近くの泉に案内した。その間、幼子のオペルテースを草原に放置してしまった。ヒュプシピュレーは「子供が歩けるまでは地面に置いてはならない」という神託を受けていたのであるが、それを忘れてしまっていた。ヒュプシピュレーが帰ってきた時には、オペルテースは大蛇（またはドラゴン）によって食い殺されてしまっていた。これを見た七将は、大蛇を退治し、オペルテースを供養するために競技会を開催した。
また、ヘーラクレースがネメアーのライオンを退治した記念に開催したという説や、テーバイ攻めの七将によって設立されたネメア祭を、ヘーラクレースが一新し、ゼウスの栄光を讃える競技会にしたという説もある。

## 歴史
紀元前6世紀頃（紀元前573年）には存在したことが確認されている。最初、ネメア祭は戦士のための競技会であり、戦士たちやその息子たちのみが参加を許された。しかしその後、ネメア祭は全ギリシア人に開放された。この競技会はクレオナイとプリウスの木立の間で執り行われた。
種目は多様であり、アポロドーロスによれば、競馬、重装歩兵走り、レスリング、ボクシング、戦車レース、槍投げ、弓術、更には音楽コンクールまで行われていたようである。
勝者へ贈られる賞品は、最初は古代オリンピックと同じくオリーヴの冠であったが、後にアルゴスから持ってきたセロリの冠になった。審判は黒衣を纏ったとパウサニアスは伝えている。

## ネメア復興競技祭
1995年に設立されたネメア競技復興協会により、1996年にネメア競技祭は復興された。以後4年ごとに開催されている。